# Buriano (Montecatini Val di Cecina)
Buriano is een onbewoonde plaats (frazione) in de Italiaanse gemeente Montecatini Val di Cecina.

## Geschiedenis
Het frazione is een klein middeleeuws dorp, met een kasteel gedocumenteerd in 1108. De parochiekerk is gewijd aan San Niccolò. Het dorp is onbewoond sinds 1998.